# جبال الريف

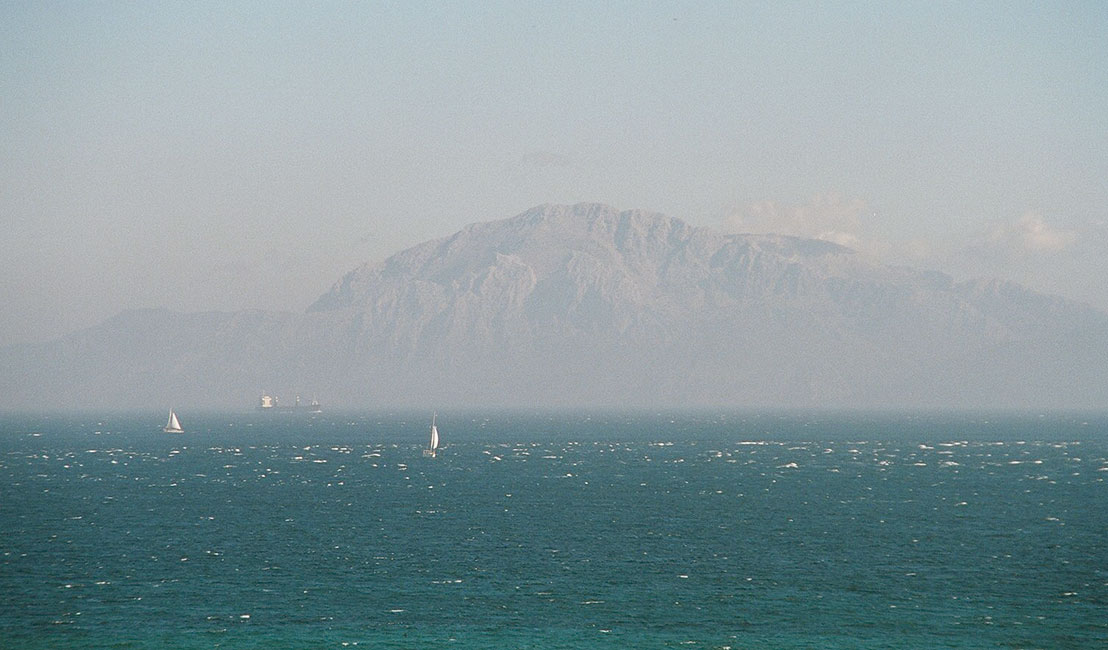
صورة لجبال الريف مأخوذة من جزيرة طريفة

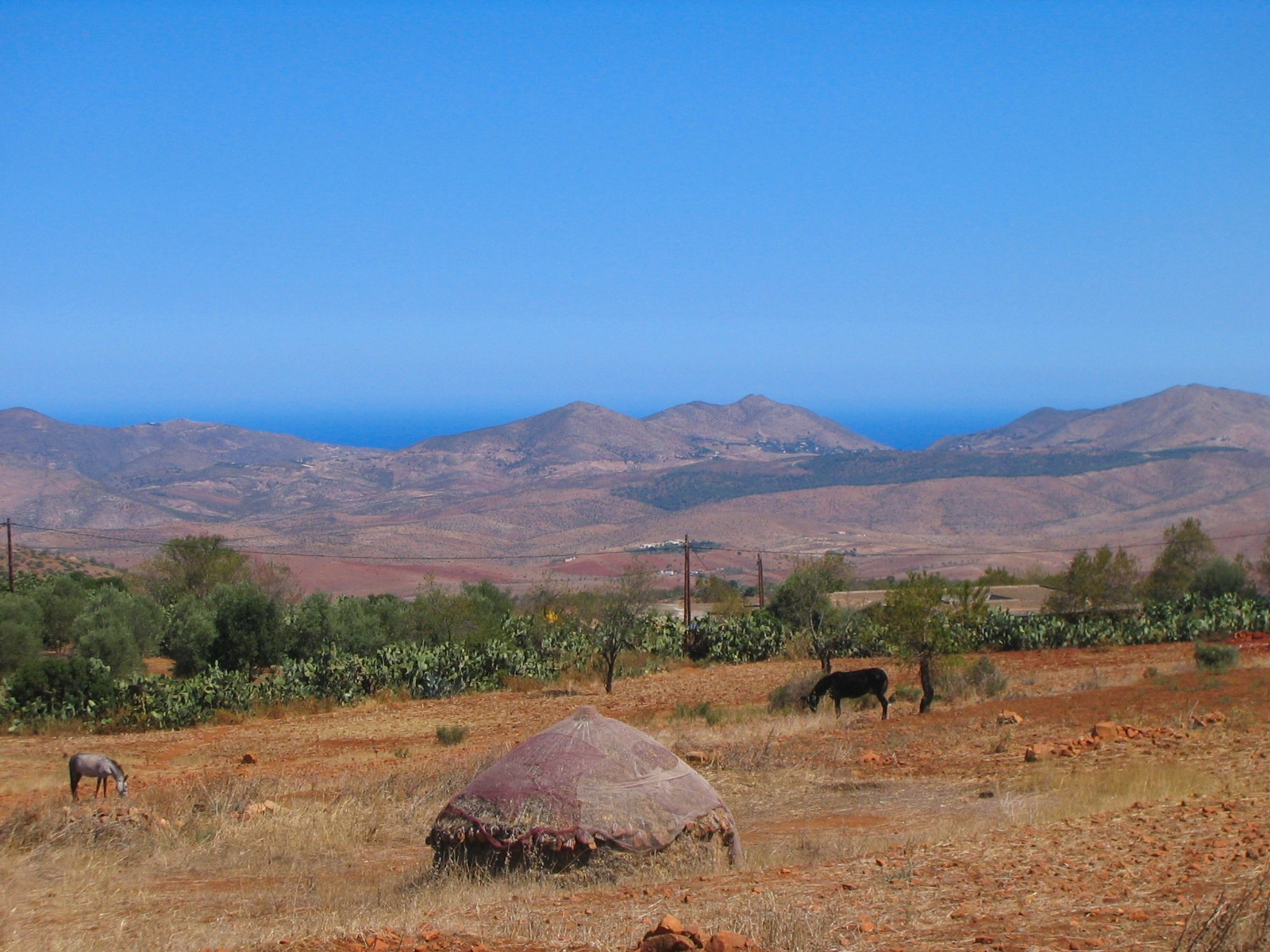
منظر من إحدى القرى وسط جبال الريف

جبال الريف هي سلسلة جبلية كبيرة تقع شمال المملكة المغربية، تتميز العديد من مناطق وسفوح جبال الريف بتساقطات مطرية غزيرة مما ساهم في نمو غطاء نباتي كثيف وازدهار أنشطة الزراعة والرعي وقطع الأشجار.
وقد تميزت هذه المنطقة عن باقي المغرب منذ زمن المحميتين. كان الريف تحت الحماية الإسبانية وعاصمتها تطوان، وبقية المغرب كانت تحت الحماية الفرنسية وعاصمتها الرباط.
و تقع جبال الريف شمال المغرب وتمتد بمحاذاة ساحل البحر الأبيض المتوسط على شكل قوس واسع من مضيق جبل طارق (طنجة) حتى نهر ملوية (قرب وجدة) ويبلغ 2,456 مترا في الوسط و 1,800 متر في الشرق ثم تضيق في الغرب قبل أن تنحدر طبقاتها نحو البحر ويعتقد أن هذه السلسلة جزء من جبال سيرانيفادا في إسبانيا وأنهما كانتا ملتصقتين قبل أن يتكوّن مضيق جبل طارق والساحل بجوار هذه الجبال صخريا مرتفعا وكثير الرؤوس، أعلى قمة جبلية في سلسلة جبال الريف هي جبل تيدغين ويبلغ ارتفاعها 2,456 متر .

## التاريخ
كانت الريف مأهولة منذ عهود ما قبل التاريخ. فمنذ القرن الحادي عشر قبل الميلاد، بدأ الفينيقيون (فينيقيون) بإنشاء مراكز تجارية على سواحل البحر الأبيض المتوسط والمحيط الأطلسي، وأسسوا مدن مثل تطوان ومليلة، وبعدهما طنجة في القرن الخامس قبل الميلاد. وفي وقت لاحق القرطاجيون (بونيقيون) حلّ القرطاجيون محل الفينيقيين كقوة عظمى في المنطقة. بعد الحرب البونية الثالثة تغلّبت روما على قرطاجة الإمبراطورية الرومانية، وأصبح الريف جزءاً من مقاطعة موريطنية. عندما انقسمت الأخيرة على نفسها في عهد الإمبراطور كلوديوس أصبحت طنجة عاصمة موريطنية الطنجية. في القرن الخامس، غزى الوندال المنطقة، وبذلك انتهى الحكم الروماني. بقيت المنطقة تحت سيطرة الواندال حتى القرن السادس عندما احتل البيزنطيين ثانية أجزاء منها.
في سنة 710، أسس صالح بن منصور إمارة نكور في الريف، وتحول معظم البربر إلى الإسلام. ثم أنشأ العرب مدنًا أخرى بحلول القرن الخامس عشر، طرد العديد من الإسبان الموريين من إسبانيا وجاء معظمهم ليعيشوا في الريف، جالبين معهم ثقافتهم، و ، وحتى إنهم أنشأوا شفشاون. ومنذ ذلك الحين، عانت الريف من كثرة المعارك بين المغرب وإسبانيا والبرتغال. في سنة 1415، غزت البرتغال سبتة وفي 1490 غزت إسبانيا مليلة. كانت هناك فترة سلام بعد ذلك، ولكن الحرب بين إسبانيا والمغرب  اشتعلت مرة أخرى في عام 1859 في تطوان حيث هزمت المغرب. استمرت النزاعات الإسبانية المغربية في القرن العشرين، وتحت قيادة عبد الكريم الخطابي، قائد الحركة السرية المغربية، ناضل البربر الريفيون ضد الحكم الإسباني وكان هدفهم تحرير المغرب من الاستعمار الفرنسي والإسباني. بعدها أنشأ عبد الكريم جمهورية الريف في عام 1921.أُعيدت المنطقة إلى المغرب بعد استقلاله في 1956.

## جيولوجيا
من الناحية الجيولوجية تنتمي جبال الريف إلى المنطقة الجيولوجية لجبل طارق أو بحر البوران. وهي امتداد لنظام Baetic الذي يشمل جبال شبه الجزيرة الأيبيرية الجنوبية عبر المضيق.  وبالتالي فإن جبال الريف ليست جزءًا من نظام جبال أطلس.

## البيئة

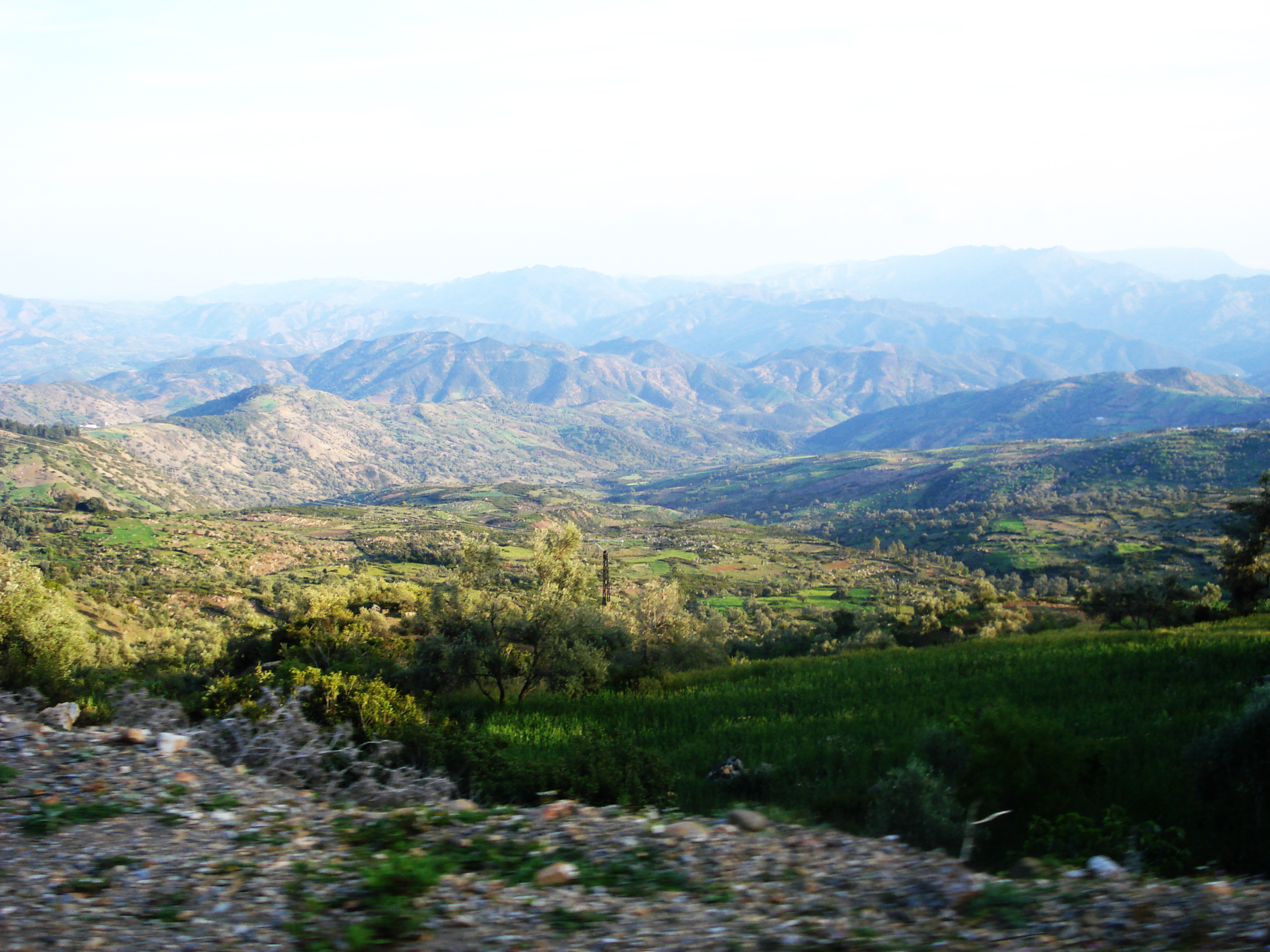
Rif mountains in the province of Ashawen.

جبال الريف ليست جزءا من سلسلة جبال الأطلس. وفقا ل سي مايكل هوغان، هناك ما بين خمس وثمان مستوطنات منفردة للمكاك البربري (مكاكا سيلفانوس) وهو من القرود المهددة بالإنقراض (أنواع مهددة بالانقراض) القرود (رئيسيات) المكاك البربري. جبال الريف هي أيضا موطنا لنحل العسل المسمى أيبس مليفيرا مايجور .
تتلقى منطقة الريف أكثر أمطارا من أية منطقة أخرى في المغرب، وبعض أجزاءها يتلقّى 2,000 مم من الأمطار سنويا. [بحاجة لمصدر] الأجزاء الغربية والوسطية هي أكثر ممطرة وتغطيها غابات الأرز الأطلسي، والسنديان الفليني و السنديان الأخضر)، وكذلك النوعية الوحيدة المتبقية من غابات التنوب المغربي (Moroccan Fir)، وهو نوع من أنواع التنوب الإسباني (شوح إسباني). [بحاجة لمصدر] تتلقى المنحدرات الشرقية أمطارا أقل، وتتكون أساسا من غابات الصنوبر، وخاصة الصنوبر الحلبي و الصنوبر البحري، وكذلك سندروس رباعي المصاريع. [بحاجة لمصدر]
خلال القرن الماضي أخذت الغابات تزول على نطاق واسع بسبب الإفراط في الرعي، وحرائق الغابات، وإزالة الغابات من أجل الزراعة، وخاصة لإنشاء مزارع القنب (قنب هندي). أدت إزالة الغابات هذه إلى تدهور التربة نتيجة لانجراف التربة السطحية، والذي أدى إلى تفاقم هذه العملية.